# Marie-Nicole Lemieux
Marie-Nicole Lemieux (Dolbeau-Mistassini, 26 giugno 1975) è un contralto canadese.

## Biografia
Nata a Dolbeau-Mistassini (una piccola cittadina della provincia canadese del Québec), la Lemiuex è divenuta famosa a livello internazionale per il suo carisma personale e scenico e soprattutto per la sua rara voce di contralto.
Dopo essersi diplomata presso i conservatori di Chicoutimi e Montréal ha conseguito numerosi premi come il primo premio al Concorso internazionale Regina Elisabeth del Belgio (2000). La Lemieux è stata la prima cantante canadese ad avere questo riconoscimento.
I prestigiosi premi che la Lemieux ha conseguito durante la sua carriera le hanno permesso di partecipare ad importanti recital e concerti con le grandi orchestre tra le quali: Orchestre national de France, l'Orchestre du Capitole de Toulouse, l'Orchestre symphonique de la Monnaie, l'Orchestre Philharmonique de Radio France, la Academy of Ancient Music, la Rotterdam Philharmonic Orchestra, Les Musiciens du Louvre, la London Philharmonic Orchestra, la Deutsches Symphonie Orchester Berlin, l'Ensemble Matheus, Les Violons du Roy, l'Ensemble orchestral de Paris, Modo Antiquo, l'Orchestra sinfonica di Singapore, l'Orchestre philharmonique de Saint-Petersbourg, l'Orchestre Symphonique de Montréal, la National Arts Centre Orchestra a Ottawa, Tafelmusik Baroque Orchestra e la Edmonton Symphony Orchestra.
Inoltre ha cantato con grandi maestri tra i quali si ricordano: Richard Bradshaw, Franz-Paul Decker, Charles Dutoit, Paul Goodwin, Bernard Labadie, Sir Neville Marriner, Kurt Masur, Marc Minkowski, Kent Nagano, John Nelson, Gianandrea Noseda, Peter Oundjian, Michel Plasson, Federico Maria Sardelli, Michael Schonwandt, Marc Soustrot, Yoav Talmi, Ilan Volkov and Pinchas Zukerman.
A tutt'oggi la Lemieux è registrata presso numerose case discografiche come la belga Cyprès che le ha permesso di effettuare due registrazioni dopo aver conseguito sei palme all'importante Concorso internazionale Regina Elisabeth del Belgio.
Tra gli impegni della Lemieux si ricordano la sua magistrale interpretazione come Miss Quickly (Falstaff) presso il Teatro alla Scala sotto la direzione di Daniel Harding ruolo che ha ricoperto presso l'Opéra national de Paris.
Nel maggio 2013 canta nella Petite messe solennelle di Gioachino Rossini presso il Théâtre des Champs-Élysées a Parigi sotto la direzione di Daniele Gatti mentre in Canada è Irene nella Theodora di Georg Friedrich Händel.
Da ricordare altresì l'intensa attività concertistica che la Lemieux svolge in ambito rinascimentale e barocco collaborando con grandi artisti quali il controtenore francese Philippe Jaroussky, il gruppo L'Arpeggiata diretto dalla celebre e rinomata Christina Pluhar e Jean-Christophe Spinosi.
Nel 2014 a Salisburgo debutta come Azucena nel Trovatore di Giuseppe Verdi al fianco di Plácido Domingo e Anna Netrebko.

## Repertorio
| Ruolo                  | Titolo                         | Autore      |
| ---------------------- | ------------------------------ | ----------- |
| Anna Cassandre         | Les Troyens                    | Berlioz     |
| Carmen                 | Carmen                         | Bizet       |
| Geneviève              | Pelléas et Mélisande           | Debussy     |
| Alisa                  | Lucia di Lammermoor            | Donizetti   |
| La Sphinge             | Oedipe                         | Enescu      |
| Orfeo                  | Orfeo ed Euridice              | Gluck       |
| Marthe                 | Faust                          | Gounod      |
| Cornelia Giulio Cesare | Giulio Cesare in Egitto        | Händel      |
| Eduige Unulfo          | Rodelinda                      | Händel      |
| Polinesso              | Ariodante                      | Händel      |
| Bradamante             | Alcina                         | Händel      |
| Storgè                 | Jephtha                        | Händel      |
| Ericlea                | Il ritorno di Ulisse in patria | Monteverdi  |
| Dritte Dame            | Die Zauberflöte                | Mozart      |
| Suzuki                 | Madama Butterfly               | Puccini     |
| La zia principessa     | Suor Angelica                  | Puccini     |
| Zita                   | Gianni Schicchi                | Puccini     |
| Isaura Tancredi        | Tancredi                       | Rossini     |
| Isabella               | L'italiana in Algeri           | Rossini     |
| Hedwige                | Guillaume Tell                 | Rossini     |
| Padmâvatî              | Padmâvatî                      | Roussel     |
| Dalila                 | Samson et Dalila               | Saint-Saëns |
| Azucena                | Il trovatore                   | Verdi       |
| Ulrica                 | Un ballo in maschera           | Verdi       |
| Mrs Quickly            | Falstaff                       | Verdi       |
| Orlando                | Orlando furioso                | Vivaldi     |
| Mitrena                | Motezuma                       | Vivaldi     |
| Griselda               | Griselda                       | Vivaldi     |

## Discografia parziale
- Gluck, Haydn, Mozart: Opera Arias - Marie-Nicole Lemieux, 2012 naïve
- Händel, Italian Cantatas and Other Works - Amanda Keesmaat/Luc Beauséjour/Marie-Céline Labbé/Marie-Nicole Lemieux, 2002 Analekta
- Scarlatti: Salve Regina - Vivaldi: Stabat Mater - Concerti per Archi - Avison: Concerti After Scarlatti - Jeanne Lamon/Marie-Nicole Lemieux/Tafelmusik, 2003 Analekta
- Vivaldi: Nisi Dominus, Stabat Mater - Marie-Nicole Lemieux & Philippe Jaroussky, 2013 naïve
- Ne me refuse pas - Airs d'opéras français - Marie-Nicole Lemieux, 2010 naïve

## Premi e riconoscimenti
- 2008 - Premio Opus, Mostra dell'Anno (Canada)
- 2007 - Premio Opus, Rayonnement à l'étranger (Canada)
- 2006 - Premio George Solti, Excellence d'une jeune carrière discographique (Francia)
- 2006 - L'association de la presse belge, giovane solista dell'anno (Belgio)
- 2005 - PremioOpus, Disco dell'anno – Musica classica, romantica, post-romantica e impressionista (Canada)
- 2005 - Vincitrice di musica classica a Parigi, Miglior disco dell'anno (Francia)
- 2003 - Premio Opus, Concerto di musica medievale, rinascimentale e barocca (Canada)
- 2003 - Juno Awards, per il CD "Requiem di Mozart" (Canada)
- 2001 - Premio Opus, Scoperta dell'anno (Canada)
- 2001 - I mezzi di comunicazione, di personalità dell'anno salutato dal giornale di Montreal (Canada)
- 2001 - Premio Virginia Parker, Presentato dal Consiglio del Canada (Canada)
- 2000 - Concorso Internazionale di Musica Regina Elisabetta del Belgio (Belgio)
- 2000 - Premio Joseph Rouleau (primo premio), Concorso Nazionale dei giovani talenti musicali del Canada (Canada)